# Виноград (плід)

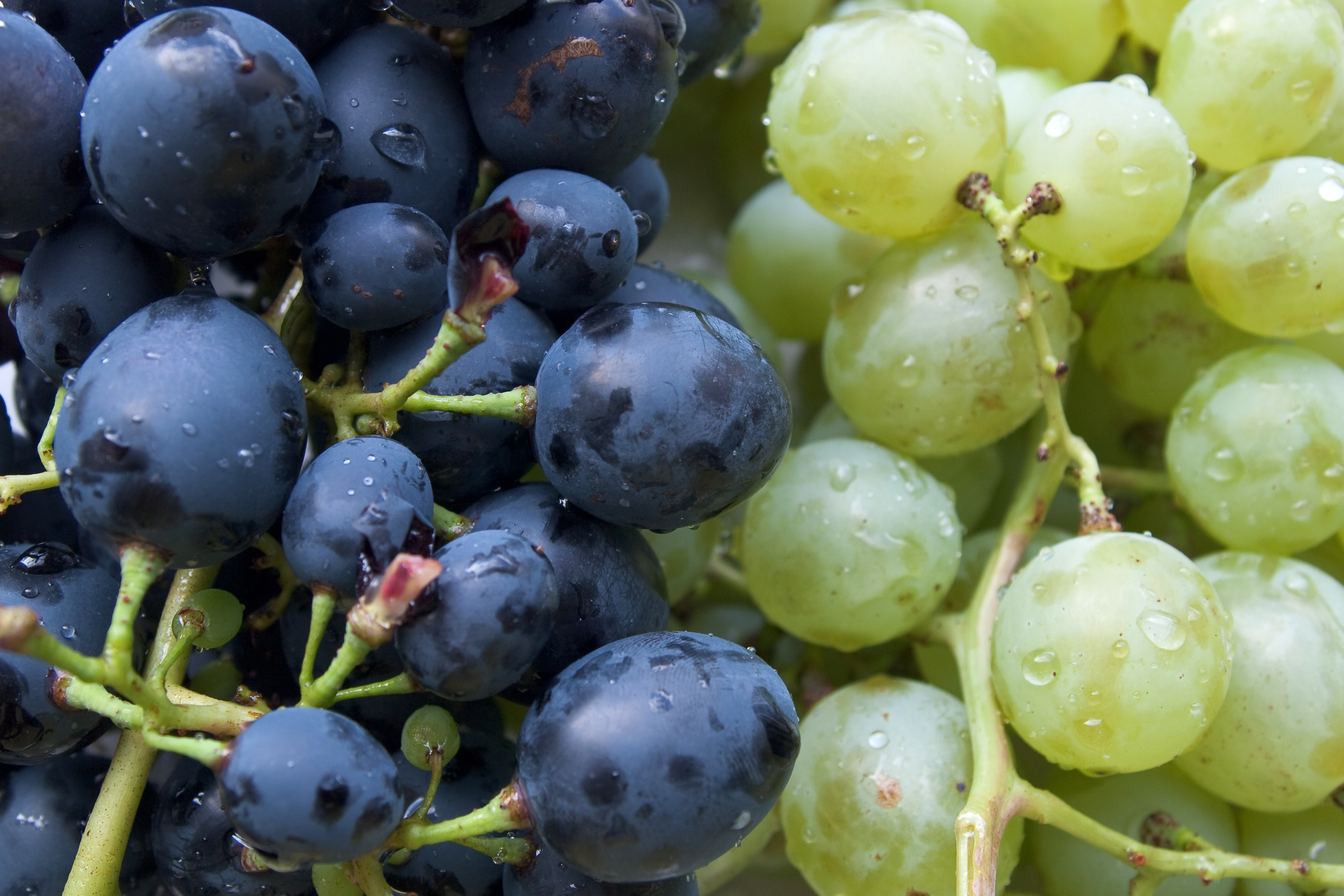
Виноград

Виногра́д — гроно винограду, плоди, що ростуть на виноградній лозі.
Плоди винограду, а також продукти його переробки мають цінні лікувальні, смакові і харчові якості.
Цукор у виноградних ягодах міститься в основному у вигляді С6Н12О6.
Серед речовин, з яких складається хімічний склад винограду, перераховуються: вода (вміст у соку – 55-97%),  цукор (фруктоза, глюкоза, сахароза), полісахариди (крохмаль, целюлоза), пектинові субстанції (0,3-1%), органічні кислоти (0,5-1,4%), солі, мінеральні речовини (0,3-0,5%) з’єднання без вмісту азоту (дубильні, фарбувальні, ароматичні, жири і віск), сполуки азотні (білки (0,15-0,9%), амінокислоти, амонійні солі, ферменти), вітамінні та радіоактивні субстанції (А, В1, В2, С, В6, Р). 1 кг виноградних ягід у залежності від сорту, ступеня зрілості урожаю і умов його вирощування містить до 300 і більше грамів цукру (в середньому 12-30 г/100 см3). Столовий виноград та соки з нього використовуються при лікуванні шлункових, ниркових, серцево-судинних, легеневих та інших захворювань. Виноградні вина, насамперед червоні столові, характеризуються бактерицидними, антистресовими, антиоксидантними властивостями, дією проти вільних радикалів. Наявність у раціоні харчування свіжих плодів винограду і продуктів їхньої переробки сприяють виведенню з організму людини солей важких металів.
Калорійність 1 кг винограду становить 750—800 ккал, що забезпечує 25-30 % добової потреби людини в енергії.

### Виноград в стародавнійфармакології

Червоне вино в келисі

Перші систематизовані відомості про лікарські речовини містяться в єгипетському папірусі Еберса (XVII ст. до н. е.). Близько 300 видів рослин, що застосовуються в лікувальній практиці, згадуються в працях Гіппократа (близько 460—370 рр. до н. е.). Докладний їхній опис дано старогрецькими лікарями Теофрастом (372—287 рр. до н. е.) і Діоскорідом (І ст.). У творі останнього «Materia Medica» описані всі застосовувані в медицині речовини. Серед компонентів древніх ліків часто зустрічається виноград. Єгипетські лікарі використовували в лікувальних цілях певні сорти винограду ( наприклад Тбасієн солодкий — як проносний засіб). Римляни застосовували в лікувальних цілях не лише ягоди винограду, а й різні частини виноградної рослини. Розтерта з кухонною сіллю шкірка ягід служила ліками при запаленні легень і печінки, а вино з кухонною сіллю — як проносний засіб і засіб для виведення глистів.

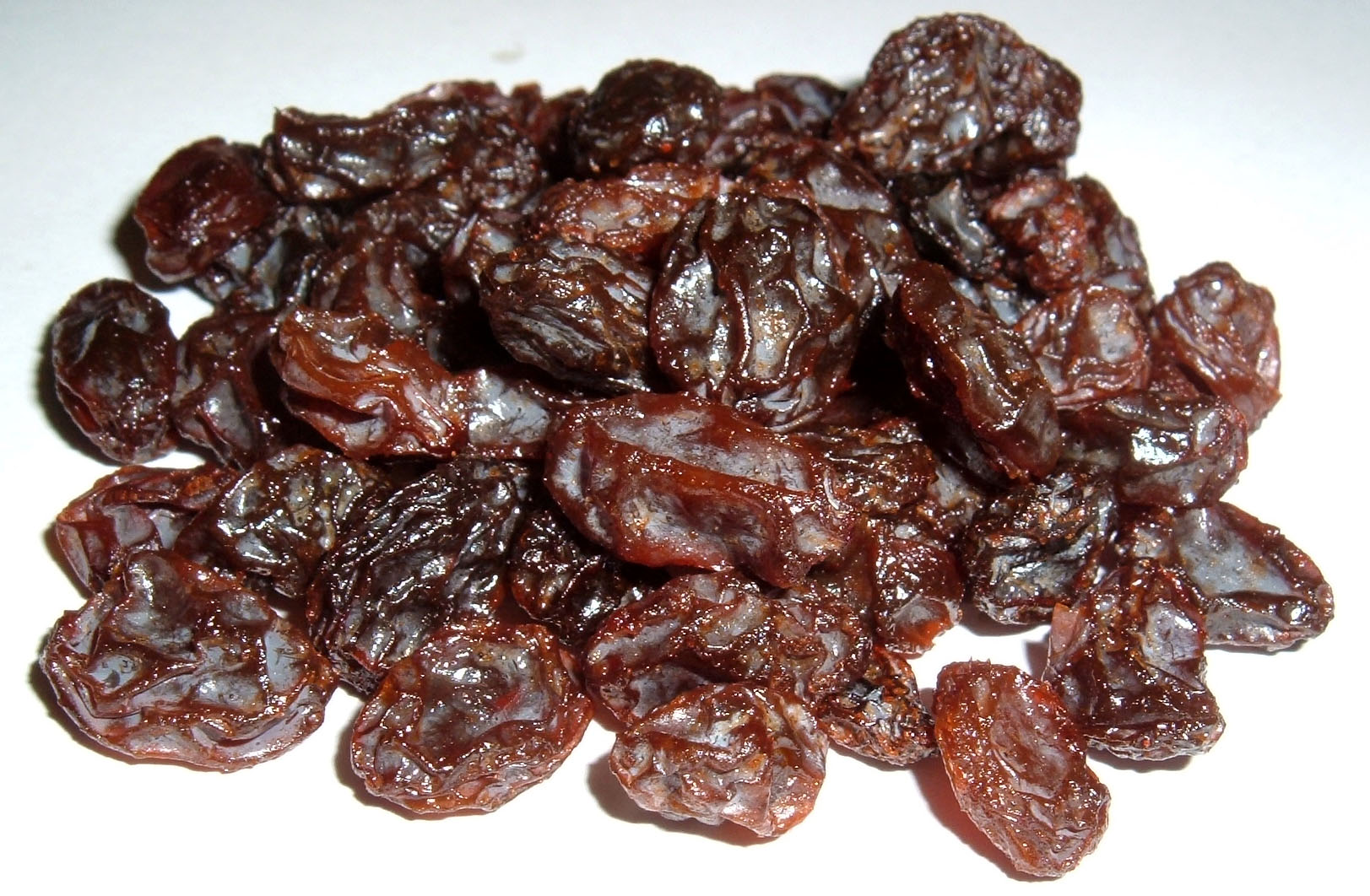
Родзинки

Родзинки та кишмиш прописувалися при запаленні жовчних і сечових шляхів. Родзинки, поряд з пасокою, вважалися ефективним засобом при лікуванні колітів. Настої молодого листя і верхівок пагонів рекомендувалися при головному болю, різноманітних за локалізацією запаленнях, пухлинах, печії, хворобах суглобів тощо. При шкірних захворюваннях (наприклад лепрі, екземі, лишаї, бородавках) застосовувалася пасока, змішана з деревною смолою. Кора лози і сушені листя використовувалися при кровотечах і для загоєння ран. Попіл лози призначався для поліпшення росту волосся при опіках. Хворим на диспепсію давали вино, настояне на висушених квітках шипшини. Вино Іл дафніті, настояне на плодах лавра, застосовувалося при укусах отруйних змій. Вино було інгредієнтом численних косметичних засобів. З ароматичних рослин, мацерированих у вині, готували різні мазі для догляду за шкірою. Солодке вино в суміші з рослинною олією, деревиною ладану і корінням лотоса використовували для відрощування волосся. Римлянки для догляду за чорними волоссям користувалися маззю, приготованою з яблучного соку, горіхової олії та кипариса, змішаною з червоним вином, в якому до цього мацерирувались п'явки. Ароматне фалернське вино служило римським перукарям туалетною водою. Виноградним суслом змащували обличчя для підтримки свіжості і м'якості шкіри. Чорне волосся перефарбовували в світле за допомогою мазі, приготованої на основі винних дріжджів. Багато стародавніх рецептів і зараз знаходять застосування в народній медицині.

### Виноград в працях античних і середньовічних вчених
Практичні знання про культуру винограду і приготуванні вина, придбані людиною протягом багатовікового досвіду, вперше були узагальнені ще античними вченими. Відомості з агротехніки винограду систематизовані в давньоєгипетській спеціальній літературі, головним чином у працях Карфагенського агронома Магона (5 століття до н. е.). Більшість робіт вчених Стародавнього Єгипту, як і більша частина праць старогрецьких вчених, до нас не дійшли. В окремих збережених джерелах є цінні відомості про культуру різних сортів винограду, про види робіт на виноградниках, оптимальних строках їхнього проведення. Хоча праці старогрецького філософа Демокріта не збереглися, стародавні автори, що цитують його, відзначають, що він знав усі сорти винограду, культивовані в Греції. У працях старогрецького історика Ксенофонта містяться відомості про культуру та історію винограду. Аристотель ввів дослідний метод у сільськогосподарську науку, йому належить перша згадка про існування безнасінних сортів винограду. Старогрецький натураліст і філософ Теофраст викладає методи посадки виноградної лози, щеплення та інші прийоми обробки виноградників, хвороби винограду, вплив на виноградну лозу заморозків, тепла, ґрунту.
Римський вчений Катон дає список відомих сортів винограду, описує знаряддя, що застосовуються для обрізки винограду і способи зберігання вина. Він зазначає, що виноград став домінуючою сільськогосподарською культурою. Збережена праця «Сільське господарство» римського вченого-енциклопедиста Варрона, в якій викладено деякі способи посадки винограду, догляду за ним, обробки ґрунту на виноградниках. Автор рекомендує садити виноград на південних схилах. У творі римського письменника і агронома Колумелли (1 століття) «Про сільське господарство» в 12 книгах — сільськогосподарської енциклопедії старовини дано опис 50 найцінніших сортів винограду і зазначено, що різні регіони мали свої власні сорти. Автор описує форму і розміри грон та ягід, їхній смак і придатність для отримання вина. Колумелла вказує також дози внесення добрив на кущ винограду і зазначає, що ще Магон як добриво під виноградники використовував виноградні вичавки, змішані з гноєм. Викладає спосіб отримання кріплених вин шляхом додавання в сусло бджолиного меду. Сент-Ісидор з Севільї (6 століття) Склав етимологію назв сортів винограду римського походження. Наприкінці 9 століття арабський автор Ібн Валшіах опублікував в Іспанії збірку, що містить матеріали про античні сільськогосподарські науки. Вважається, що для його складання було використано матеріали вавилонського трактату 7 століття до н. е. У розділі про виноград він згадує ряд сортів, відомих в Іспанії. Старогрецький географ та історик Страбон у своїй праці «Географія» підтверджує, що на територій усіх країн Стародавнього світу, де культивувався виноград, була й дика лоза. У «Природній історії» (у 37 книгах) — своєрідної енциклопедії природно-наукових знань античності — Пліній Старший описує близько 100 сортів винограду, згадує термін ампелотерапія і вказує, що якість вина залежить від умов вирощування винограду, в першу чергу від ґрунту.
За розпорядженням візантійського імператора Костянтина VII Багрянородного була написана капітальна 20-томна сільськогосподарська енциклопедія «Геопоніки», два томи якої присвячені виноградарству і виноробству. Відомі капітальні твори («Праці з агрономії») трьох найбільших агрономів Середньовіччя (Петруса Крещенцо з Італії, Алонсо Херрера з Іспанії, Олів'є де Серра з Франції) також містили окремі томи, присвячені виноградарству. Петрус Крещенцо, ґрунтуючись на власних спостереженнях і працях античних вчених, створив першу відому ампелографію, в якій описує пристосовність виноградної лози, форму і колір ягід, їхній смак, стійкість до гниття. Крещенцо присвятив цілий розділ хворобам винограду, проти замерзання рекомендував вкривати лозу на зиму. Його книга, написана латинською мовою, була переведена на італійську, французьку і німецьку мови. У роботах Алонсо Херрера та Олів'є де Серра узагальнені відомості про виноград і вино, що містяться в літературі, а також результати їхніх спостережень і дослідів. Завдяки відкриттю друкарства праці Крещенцо, Херрера та Олів'є де Серра багато разів перевидавалися і зробили великий вплив на зміст західноєвропейських підручників, а також на керівництва по виноградарству, видані російською мовою, склавши їх основу. Ідея Олів'є де Серра про створення ампелографічної колекції вперше отримала своє втілення у Франції в 1770 році. Праці дослідників природи — італійця Мальпігі Марчело, англійця Рея Джона і Француза Турнефора Жозефа Пігтона — сприяли піднесенню виноградарства наприкінці Середньовіччя. Всі відомості про виноград і вино, викладені в працях античних і середньовічних вчених, послужили основою для розвитку науково-теоретичних знань по виноградарству і винограду, які як науки сформувалися в середині 19 століття.

### Виноград у релігії
У єгипетській міфології богом-покровителем виноградної лози, що уособлювала достаток, багатство, достаток і веселощі, виступає Шаї, у грецькій — Діоніс, у римській — Бахус або Вакх. У біблійних міфах лоза постає універсальною емблемою земних плодів, символом Землі Обітованої і знаком богообраного народу.
У Біблії виноград вперше згадується у книзі Буття коли Ной насадив виноградника і пив з плоду його (Буття 9:20-21):

9:20 І зачав був Ной, муж землі, садити виноград.
9:21 І пив він вино та й упився, й обнажився в середині свого намету.

Виноград в християнстві розглядається насамперед як емблема порятунку і відродження, тому виноградна лоза зображувалася на древніх християнських гробницях, на фресках римських катакомб і, пізніше, на церковних вітражах. Як символ істини, виноград натякає на істинність вчення Христа. Це видно з метафоричного порівняння, приписуваного Христу апостолом Іваном:

«Я правдива виноградна лоза, і Отець Мій — виноградар».

У середньовічній християнській іконографії зустрічається зображення Спасителя, що схилив коліна у винному пресі. Це зображення ілюструє вислів святого Августина, Що уподібнив Христа «гронам винограду, покладеним під прес». Витікаючий з-під преса виноградний сік, що асоціюється з кров'ю Христа, уособлює в даному випадку Гнів Господній.

хрест «виноградна лоза»

Вищенаведена метафора Христа, що ототожнив себе з виноградною лозою, в свою чергу, ілюструється в християнській іконографії особливим видом хреста — хрестом «виноградна лоза».
Виноградна лоза — атрибут католицьких святих Венсенна, Вікентія Сарагоського та інших покровителів виноградарів. Останні під час збору врожаю урочисто підносять статуї цих святих найперші стиглі грона.
В образотворчому мистецтві свята збору врожаю винограду знайшли відображення ще з античних часів. Найпопулярніші були грецькі зображення святкових процесій на чолі з Діонісом, оточеному натовпом козлоногих сатирів.
Художники епохи Відродження наділяли виноградною лозою старого Ноя, оскільки вона була найпершим рослиною, посадженою Ноєм після Всесвітнього потопу. Іноді вони зображували біблійного п'яницю сидячого голим в альтанці, обплетеній виноградною лозою.

## Виноград у народній і художній творчості
На всіх етапах розвитку людського суспільства виноград привертав до себе увагу яскравою живою зеленню, ошатними гронами різних кольорів і відтінків, високою поживністю ягід з їх приємним освіжаючим смаком, великою життєвою силою і невибагливістю.

### Виноград у легендах і байках
- Арабська легенда стверджує, що перший виноградник був посаджений Адамом, а диявол полив його кров'ю мавпи, лева і свині.
- Давньоруська легенда оповідає, що забороненим деревом з раю була не яблуня, а виноградний кущ.
- Відома, що дійшла до наших днів грузинська легенда, розповідає про те, як давним-давно одна людина викопала у лісі лозу і посадила її біля житла. У подяку за це лоза подарувала їй незвичайні плоди.

Майже аналогічні легенди, пов'язані з місцевими варіаціями і віруваннями, зустрічаються у різних народів світу.

Кози, що обгризають лозу. Староєгипетський живопис.

Багато легенд намагаються пояснити походження і доцільність різних прийомів догляду за виноградником. Давньогрецький переказ свідчить, що родючістю виноградних лоз виноградарі зобов'язані ослу, який одного разу добряче обскуб одну з них. На наступний рік ця лоза принесла ягоди вдвічі більшими. З тих пір лози обрізають щорічно, чого раніше робити не здогадувалися. Подібні оповіді були складені й у стародавніх єгиптян, де замість осла фігурували кози.
З обробкою виноградників пов'язана байка Езопа 6 століття до н. е., створена на основі давньої легенди:

Одного разу якийсь виноградар на заході довгого життя сказав синам:
 — Діти, в нашому винограднику я закопав скарб.

Справа була восени. Взяли сини заступи, почали копати землю, але скарбу не знайшли. Весна прийшла — знову рити землю почали. Знову нічого немає. А коли зняли восени небачений урожай, зрозуміли істинний сенс батьківських слів.

### Виноград у прислів'ях і прикметах
Виноград в прислів'ях і приказках зустрічається у різних народів світу:

- «Красна лоза виноградом» (російське);
- «Плоди лози дорожче золота і смачніше води» (туркменське);
- «Хто їсть виноград, той їсть згущене сонце» (румунське);
- «Рука виноградаря — вузлувата лоза, хоча і крива, але невичерпна і плодоносна» (узбецьке);
- «Добрий виноградар — турботлива няня» (грузинське).

У фольклорі відбилося чимало думок щодо вибору сорту, місця і густоти посадки винограду, постачання його опорою, обробки і добрива виноградників:

- «Який сорт — такий і муст» (молдовське);
- «Лоза лозі повідала — іди подалі від мене, тоді зможу вродити і за тебе» (хорватське);
- «Виноград на шпалері — урожай в повній мірі» (російське);
- «Навколо лоз клади гній» (давньоримське).

Скупими словами прислів'їв і приказок висловлюються перевірені часом і глибокі за змістом погляди на обрізку винограду:

- «Без обрізки зайвих гілок — не чекай огрядних грон» (молдовське);
- «Короткі лози — великі грона» (німецьке).

Виноградарі століттями збирали і відображали досвід не тільки в прислів'ях, але і в прикметах:

- «Пізня весна не обдурить виноградаря ніколи» (італійська);
- «Багато вологи взимку — урожай винограду великий» (таджицька).

### Виноград у літературі
Виноград у літературі знаходить відображення з найдавніших часів. Згадки про виноград виявлено ще у вавилонському клинопису, в «Іліаді» та «Одіссеї» Гомера, а також у старогрецькій драматургії (Есхіл, Арістофан та інші).

### Виноград у живописі

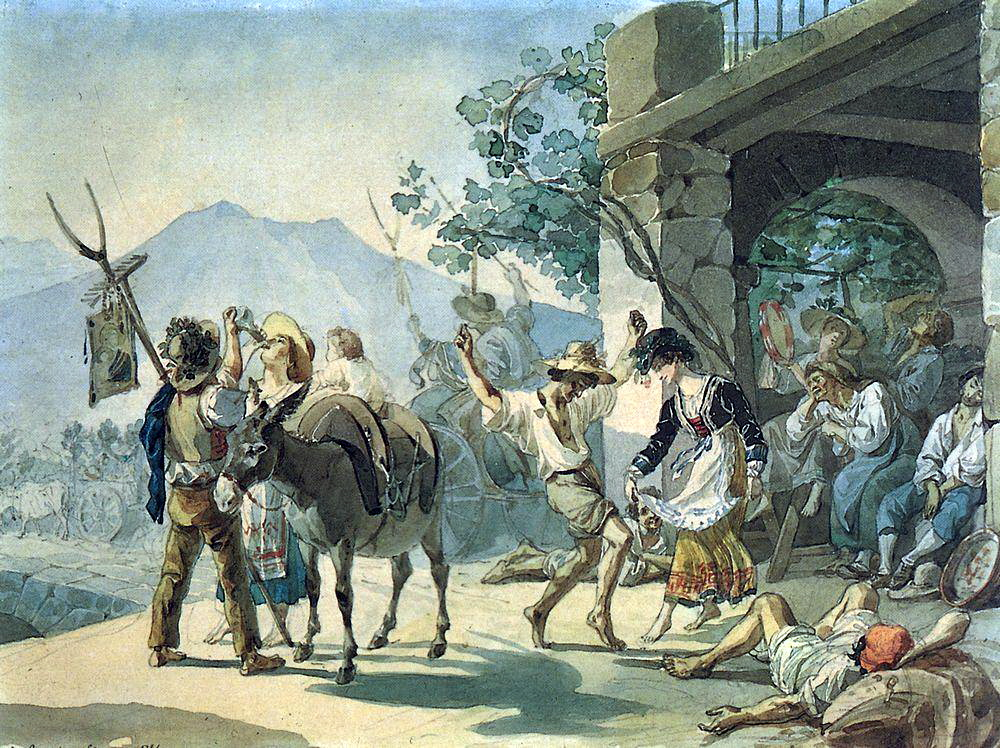
«Свято збору винограду». К. Брюллов.

Найдавніші зображення винограду належать єгипетським і грецьким художникам. Протягом тисячоліть мистецтво було на службі релігії, внаслідок чого майстри пензля і різця надавали своїм роботам про виноград релігійний характер. Виноград був складовою частиною багатьох міфологічних сцен. За переказами, Зевксіс (5—4 століття до н. е.) так жваво й принадно зобразив виноград, що птахи помилялися і прилітали поласувати його ягодами, приймаючи їх за справжні.
У середні віки з'являються ілюстрації, присвячені винограду. Так, мініатюри XV століття (і пізніші) зображують обробку ґрунту, догляд за лозою, збирання врожаю та інші прийоми. Часто при оздобленні церков (Сан-Марко у Венеції, Свята Елізабет в Марбурзі та інші) як декоративні мотиви широко використовувалися виноградна лоза і гроно. Веронезе і Тінторетто на своїх полотнах відобразили яскраві сцени збору винограду. На відомій картині Франческо дель Косса «Осінь» зображений виноград. Гойя створив картину «Прибирання винограду». Отримали популярність полотна російських живописців: «Веранда, обвита виноградом» С. Ф. Щедрина; «Свято збору винограду» К. Брюллова та інші. В Ермітажі є декоративний розпис із зображенням винограду в лоджіях Рафаеля.

### Виноград у скульптурі
Скульптори всіх часів проявляли великий інтерес до винограду. Вирізні листя, кучеряві лози, литі грона служили декоративними елементами древніх гробниць, колон тощо. Між Римом і Флоренцією знайдена мармурова скульптурна група Діоніса з Ампелом, що виростають із виноградного куща. Давньогрецький скульптор Пракситель створив скульптуру Гермеса з немовлям Діонісом на руках. В одному з французьких музеїв зберігається древній барельєф, що зображає селянина, що виганяє з винограднику ведмедя.
Сюжети винограду відображені на найдавніших ассирійських барельєфах. На стінах єгипетських гробниць зображені різні форми виноградного куща, сцени збору і роздавлювання винограду, зберігання вина в глечиках. Єрусалимський храм був прикрашений виноградною лозою з золотими листям і гронами винограду, виконаними з дорогоцінних каменів. На біломармуровому саркофазі київського князя Ярослава Мудрого і на стародавніх храмах є зображення лози та грон винограду.
Радянські скульптори також використовують тему винограду. Трудівників-виноградарів втілив в скульптурах Л. Дубіновський, мармурові барельєфи відомих вітчизняних вчених-виноградарів виконав С. Чиж.

### Виноград на предметах побуту

Срібний кубок. Музей Неаполя.

Протягом багатьох століть виноград служив джерелом натхнення для народної творчості. Стародавні греки, виготовляючи керамічний посуд, розписували його зображеннями лози, грон і листя винограду. Такий посуд був поширений по всьому узбережжю Середземного моря. Народні умільці прикрашали зображеннями винограду преси, бочки та інше.
Поряд з керамічним і металевим посудом ще в Стародавньому Римі застосовувалися скляні зображенням винограду. Ця традиція збереглася і в пізніший час. У Венеції зберігається кришталевий посуд у вигляді виноградного грона з золотими листками. Тематика винограду знайшла своє відображення і при виготовленні вітражів. Збереглися вітражі XIII століття, що зображують лози і грона винограду. Ця ж тема простежується у багатьох мозаїчних панно, в килимах і гобеленах різних країн світу.

### Виноград на монетах і медалях
На монетах древніх держав, населення яких займалося виноторгівлею, є зображення винограду. Найдавніша російська медаль із зображенням винограду, що відноситься до часу царювання Катерини II, була заснована для нагородження вихованок Смольного інституту. На медалі видно виноградник, а під ним напис: «Тако дозрівають».

### Виноград у геральдиці
Виноградна лоза і грона увійшли в герби міст: Чугуїв, Ізюм, Білгород-Дністровський, Ялта, Ташкент, Телаві та інших. Також виноград був присутній на гербах чотирьох союзних республік колишнього СРСР (Вірменська РСР, Грузинська РСР, Молдавська РСР, Туркменська РСР).

### Інше
Мотиви винограду властиві закавказькому карбуванню для численних литих і кованих металевих огорож, дверних ручок та інше. Тема винограду втілилася у графіку — в друкованих виданнях, екслібриси. Ще в рабовласницьких і феодальних державах проводилися свята, присвячені збирання винограду, які супроводжувалися співом. А. Рубінштейн написав музику до балету «Виноградна лоза», присвяченому перемозі над філоксерою. У цьому балеті головну роль виконувала знаменита російська балерина Анна Павлова.
Тема винограду відображена в науково-популярних і художніх картинах. У радянській кінострічці «Батько солдата» показана зворушлива турбота грузинського селянина-ратника про збереження виноградної лози, що росте на обпаленою війною землі.

## Галерея

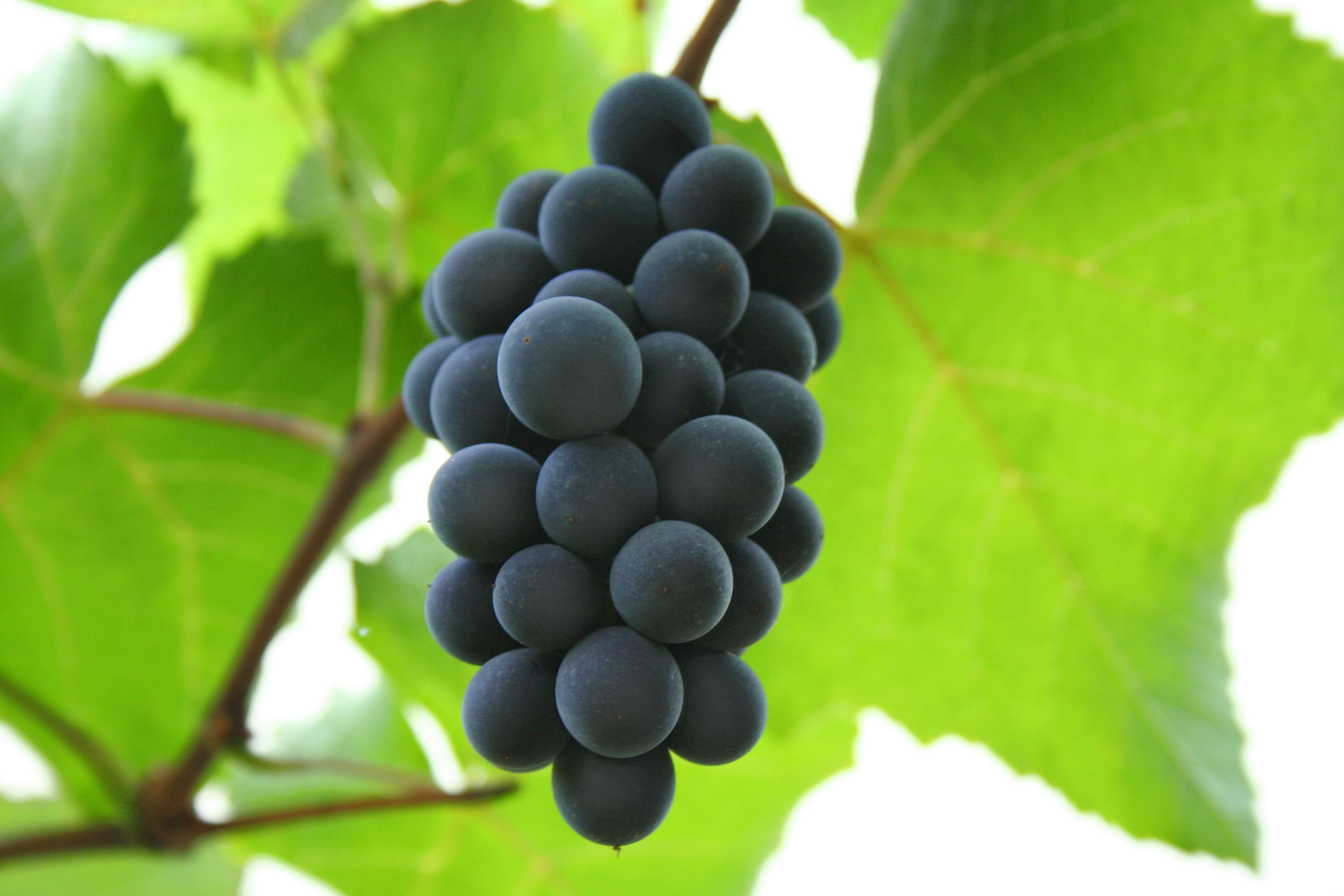
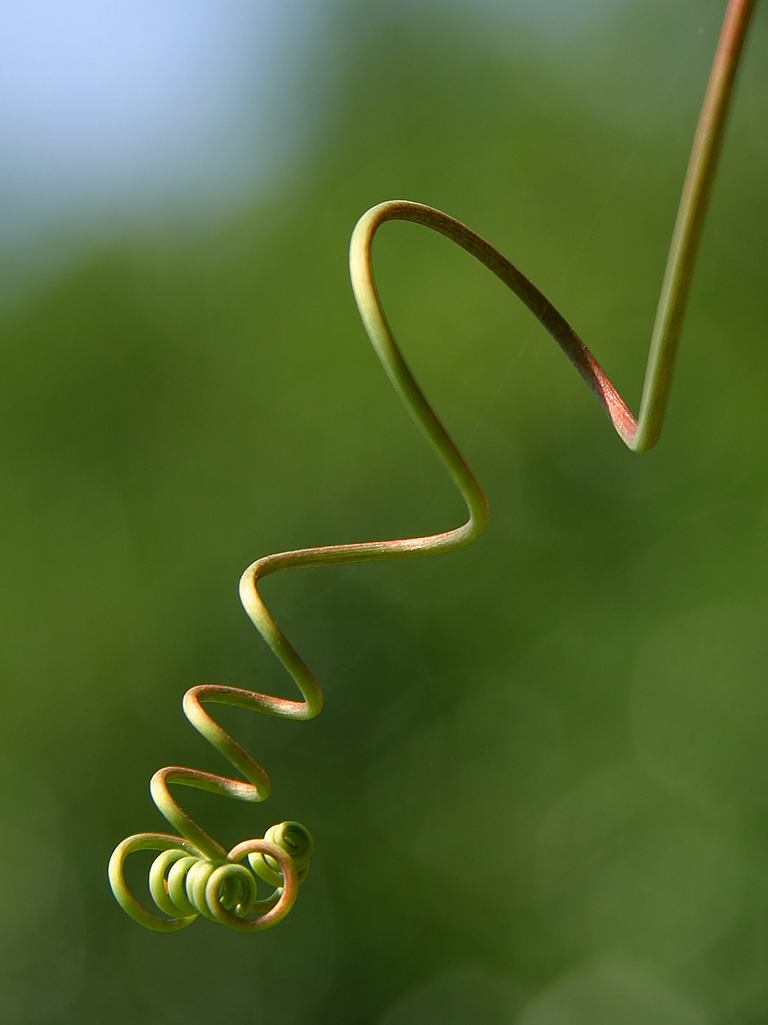
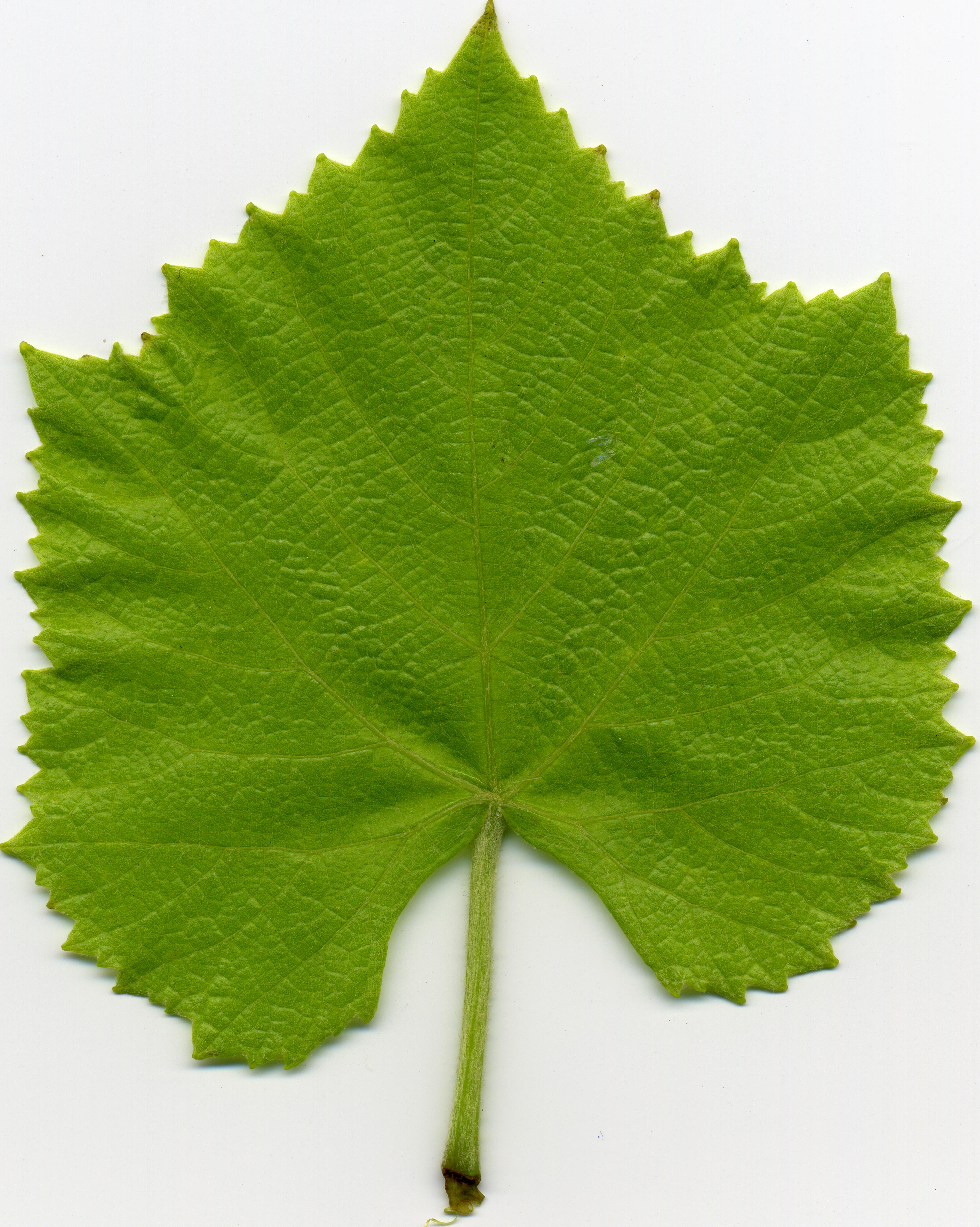
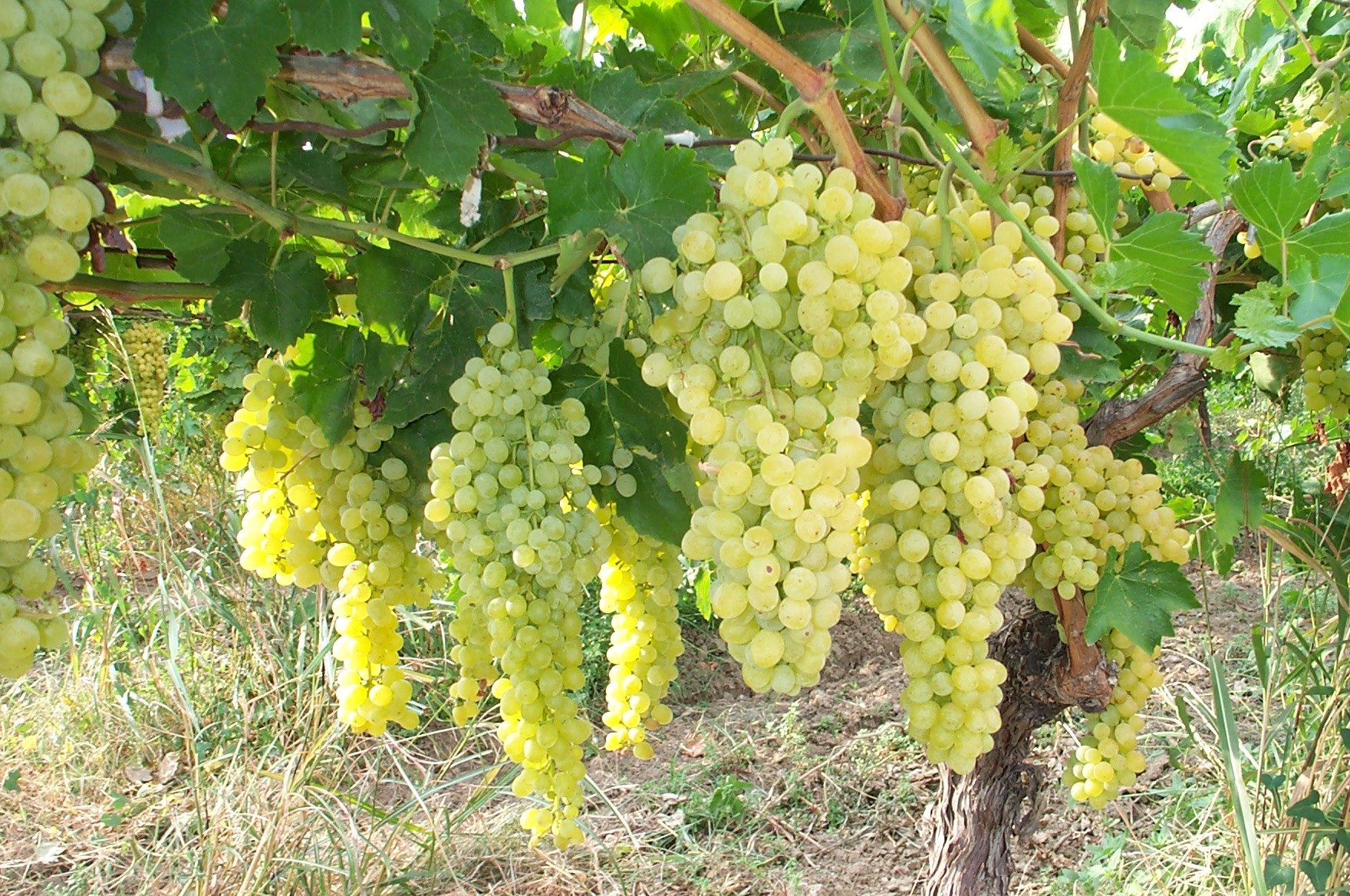

- Файл:Hungarian_red_grape_Isabelle.jpg
- Файл:Vine.jpg
- Файл:Лист_винограда_1.jpg
- Файл:Ethnic4215.jpg